# Akkretion (Astronomie)
Akkretion (lateinisch accretio „Anwachsen“, „Zunahme“) ist in der Astronomie die Bezeichnung für einen Vorgang, bei dem ein kosmisches Objekt Materie aufgrund seiner Gravitation bzw. von Gezeitenkräften (siehe Roche-Grenze) aufsammelt.

## Abgrenzung
Das aufsammelnde Zentralobjekt wird Akkretor oder gravitierendes Objekt genannt. Es kann sich dabei um einen gewöhnlichen Stern handeln. Besonders junge Sterne wie z. B. Protosterne oder T-Tauri-Sterne sind bekannt dafür, dass sie von der Materiewolke, aus der sie entstanden sind, Material aufsammeln. Eine andere wichtige Gruppe von Akkretoren sind die kompakten Objekte. Dazu zählen die Weißen Zwerge, Neutronensterne und Schwarze Löcher, wie sie auch in Röntgendoppelsternen vorkommen.

## Auswirkungen
Mit der Akkretion sind eine Reihe von Strahlungsprozessen verbunden. Die Materie im Akkretionsfluss wird durch Reibung heiß und strahlt deshalb Wärmestrahlung ab. In einem weniger dichten Akkretionsfluss wird Bremsstrahlung relevant. Auch nichtthermische Strahlungsformen wie die Zyklotronstrahlung und die Synchrotronstrahlung spielen eine Rolle, wenn starke Magnetfelder und schnelle Elektronen im akkretierten Material vorkommen. Allgemein spricht man vom Strahlungstransport. In sehr heißen Materiereservoirs wird die Comptonisierung von niederenergetischer Strahlung wesentlich. Das erklärt die harten Spektren der Röntgenstrahlung bis in den Bereich einiger 100 keV.
Ob und wie ausgeprägt die genannten Strahlungsprozesse vorkommen, hängt vom Akkretor ab. Generell werden die Akkretionsflüsse bei kompakten Objekten sehr heiß und schnell und ionisieren dadurch das akkretierte Material.
Bei normalen Sternen oder Protosternen ist der Akkretionsfluss kalt und langsam. Daher spielt hier die Atom- und Molekülphysik eine große Rolle.
Akkretion ist der effizienteste Prozess, um Gravitationsenergie in Strahlungsenergie umzuwandeln. Sie ist viel effizienter als die Fusion in Sternen, denn bis zu 42 % der Masse kann bei der Akkretion in Strahlungsenergie verwandelt werden. Demgegenüber weist die thermonukleare Fusion im Innern von Sternen nur eine Effizienz von 0,7 % auf.
Akkretion auf ein kompaktes Objekt erzeugt deshalb die größten bekannten Leuchtkräfte im Universum.